# 958 до н. е.

## Події
- Єгипет: за джерелами[якими?] початок правління фараона Псусенеса II.

### Астрономічні явища
- 11 червня. Повне сонячне затемнення.[1]
- 6 грудня. Кільцеподібне сонячне затемнення.[1]